# NF-AT
NF-AT oder NFAT (nuclear factor of activated T-cells) sind Transkriptionsfaktoren in Lymphozyten von Wirbeltieren, die bei Aktivierung an einen Promoter im Zellkern binden und so die Genexpression von Zytokinen wie beispielsweise Interleukin-2 (IL-2) starten. NF-AT weisen verschiedene charakteristische Bindungsstellen auf: eine DNA-Bindedomäne für die Transkription sowie zwei unterschiedliche Calcineurin-Bindedomänen für die Aktivierung durch Calcineurin.
Beim Menschen handelt es sich um die Proteine NF-ATC1 (NF-AT2), NF-ATC2 (NF-AT1), NF-ATC3 (NF-AT4), NF-ATC4 (NF-AT3) und NF-AT5. Die NF-ATCx sind cytosolisch, während NF-AT5 ausschließlich im Zellkern lokalisiert ist. Die NF-ATCx bilden im Zellkern zusammen einen Komplex (NFATC), der für die Transkriptionsfunktion notwendig ist. Die Untereinheiten haben jedoch auch isolierte Funktionen.

## Aktivierung
Die NF-AT liegen phosphoryliert im Cytosol vor. In diesem Zustand sind sie inaktiv.
Nach Aktivierung des Antigenrezeptor seines Lymphozyten kommt es zu einer Signalkaskade. Dabei steigt die Calciumkonzentration im Cytosol an. Diese Calciumionen bilden zusammen mit Calmodulin einen Komplex, der Calcineurin (eine Phosphatase) bindet. Dadurch wird die katalytische Untereinheit des Calcineurin aktiviert.
Calcineurin dephosphoryliert das phosphoryliert vorliegende Kernlokalisierungssignal der NF-AT. Als Folge werden die NF-AT durch Kernporen in den Zellkern transportiert, wo sie zunächst den NFATC-Komplex bilden. Dieser bindet an NF-AT-Elemente, spezifische Bindungsstellen für einzelne NF-AT auf der DNA, und aktiviert so die Transkription von z. B. Interleukin-2 (IL-2).
Nach der erfolgten IL-2-Genexpression bindet IL-2 autokrin an einem IL-2-Rezeptor des T-Lymphozyten. Dadurch wird der T-Lymphozyt aktiviert und zur Zellproliferation angeregt.

## Hemmung
Eine Hemmung der NF-AT ist einerseits durch eine Inhibierung von Calcineurin oder Calmodulin möglich, womit die Aktivierung unterbunden wird, oder durch eine Reihe relativ kleiner, meist bi- oder tricyclischer organischer Substanzen, welche die Bindung des Calcineurin an NF-AT hemmen.
Klinisches Interesse besitzt die hohe immunsuppressive Wirkung der Inhibition von NF-AT
durch Cyclosporin A und Tacrolimus (FK 506), die bei Organtransplantationen eingesetzt werden. Beide Immunsuppressiva blockieren die Aktivierung von Calcineurin.